# آني فيشر
آني فيشر (5 يوليو 1914 – 10 أبريل 1995) عازفة بيانو كلاسيكي هنغارية يهودية.

## السيرة الذاتية
ولدت فيشر لأسرة يهودية في بودابست، ودرست في المدينة في أكاديمية فرانز ليزت للموسيقى مع إرنو دوناني. في عام 1933 فازت في مسابقة فرانز ليزت الدولية للبيانو في مدينتها الأم. طوال حياتها المهنية، عزفت بشكل أساسي في أوروبا وأستراليا، ونادرا ما عزفت في الولايات المتحدة حتى وقت متأخر من حياتها، حيث عزفت في حفلين اثنين.
كانت متزوجة من الناقد الموسيقي المؤثر (ومدير أوبرا بودابست في ما بعد) ألدار توث (1898-1968)، ودفنت إلى جواره في بودابست.
هربت فيشر، الذي كان يهودية، مع زوجها إلى السويد في عام 1940،  بعد أن انضمت المجر إلى دول المحور أثناء الحرب العالمية الثانية. عادت بعد الحرب في عام 1946 مع توث إلى بودابست، ونوفيت هناك في عام 1995.

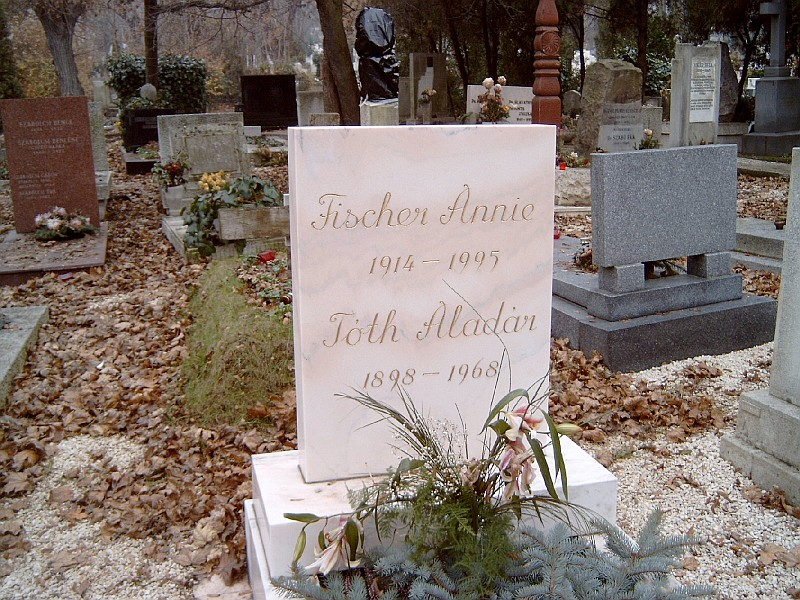
قبر فيشر في بودابست

أشيد بعزفها  بسبب «الشدة المتميزة» و«صياغتها الهينة» (ديفيد هورويتز)، وكذلك قوته التقنية وعمقه الروحي. كان من بين معجبيها عدد من المعاصرين مثل أوتو كليمبرر وسفياتوسلاف ريختر. كتب ريختر أن «آني فيشر فنانة عظيمة مشبعة بروح العظمة وعمق حقيقي.»  أشاد عازف البيانو الإيطالي ماوريتسيو بوليني ب«البساطة الطفولية، والفورية والعجب». حصل أداؤها لمؤلفين مثل موزارت وبيتهوفن وبرامز وشوبرت وشومان إضافة إلى ملحنين مجريين  مثل بيلا بارتوك على أعلى درجات الثناء من عازفي البيانو والنقاد.
سجلت فيشر تسجيلات عديدة في الاستوديو في الخمسينيات مع أوتو كليمبرر وفولفغانغ سافاليش، ولكنها شعرت أن أي أداء في غياب الجمهور مقيد بشكل اصطناعي، لأن تفسير الأعمال لا يمكن أن يكون «منتهيا».  ارثها اليوم يتضمن العديد من التسجيلات الحية للحفلات التي تم إصدارها على أقراص سي دو ودي في دي. ولكن أعظم إرث لها هو مجموعة كاملة لسوناتات بيتهوفن للبيانو أنجت في الإستوديو. عملت على هذه المجموعة لمدة 15 عاما ابتداء من عام 1977. لأنها ناقدة ذاتية لم تقبل بغير الكمال، لم تسمح بإصدار المجموعة في حياتها، ولكن بعد وفاتها، تم إصدارها على قرص مضغوط وحصلت على إشادة واسعة النطاق.

## وصلات خارجية
- آني فيشر على موقع IMDb (الإنجليزية)
- آني فيشر على موقع الموسوعة البريطانية (الإنجليزية)
- آني فيشر على موقع ميوزك برينز (الإنجليزية)
- آني فيشر على موقع أول ميوزيك (الإنجليزية)
- آني فيشر على موقع ديسكوغز (الإنجليزية)

- موقع غير رسمي: آني فيشر عازفة البيانو الأسطورية (السيرة الذاتية والألبومات والحفلات وصور نادرة) التي تم إنشاؤها وإدارتها من قبل هوانغ يوان، ديسمبر 2014